# ایپوه
ایپوه یکی از شهرهای مالزی و مرکز ایالت پراک این کشور است. 
این شهر تقریباً در ۲۰۰ کیلومتری شمال کوالالامپور و بر روی «آزادراه شمال-جنوب مالزی» قرار گرفته‌است.
امروزه ایپوه همانند سایر شهرهای مالزی تحت تسلط دولت و شهرداری ایپوه اداره می‌شود، که علاوه بر خود شهر شهرهایی نظیر چمور، جلاپنگ، فالیم، منگلمبو و تانجونگ رامبوتان نیز جزء محدوده این شهر محسوب می‌شوند و مستقیماً زیر نظر شهرداری ایپوه قرار دارند. 
شهر باستانی ایپوه در داخل شهر قدیم ایپوه قرار گرفته‌است. شهر جدید نیز در فضایی در نزدیکی شهر قدیم واقع شده‌است که از داخل این قسمت از شهر رودخانه کینتا می‌گذرد. در سال ۱۹۸۰، در بین شهر قدیم و شهر جدید ایپوه، مجموعه‌ای بسیار بزرگ و باشکوه ساخته شد. این مجموعه، یک مجموعه اداری و تجاری است که به اتصال دو شهر قدیم و جدید ایپوه به یکدیگر بسیار کمک کرده‌است.

## جمعیت
ایپوه یکی از شهرهای بزرگ مالزی است. امروزه، این شهر به عنوان سومین شهر بزرگ این کشور مطرح می‌شود.
- جمعیت: ۷۱۰٬۷۹۸ نفر (آمار سال ۲۰۰۷)
- جمعیت شهر و حومه:۱٬۰۹۷٬۶۸۲ نفر (آمار سال ۲۰۰۸)[۱]
- رتبه: ششمین شهر پرجمعیت در مالزی. (۲۰۰۷)[۲]

## نگارخانه

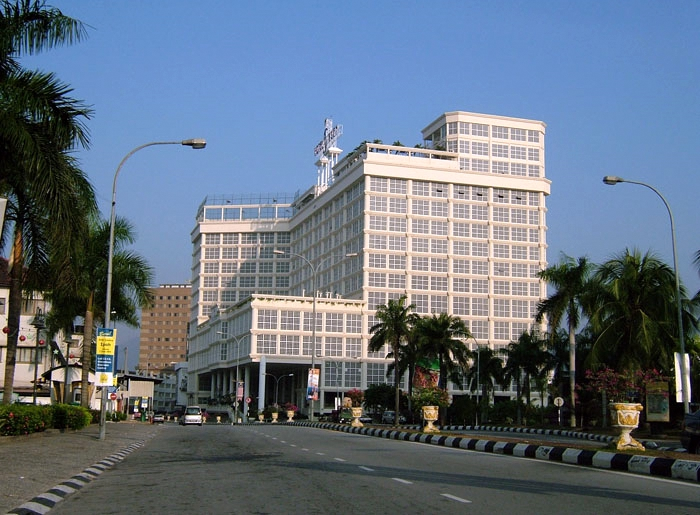
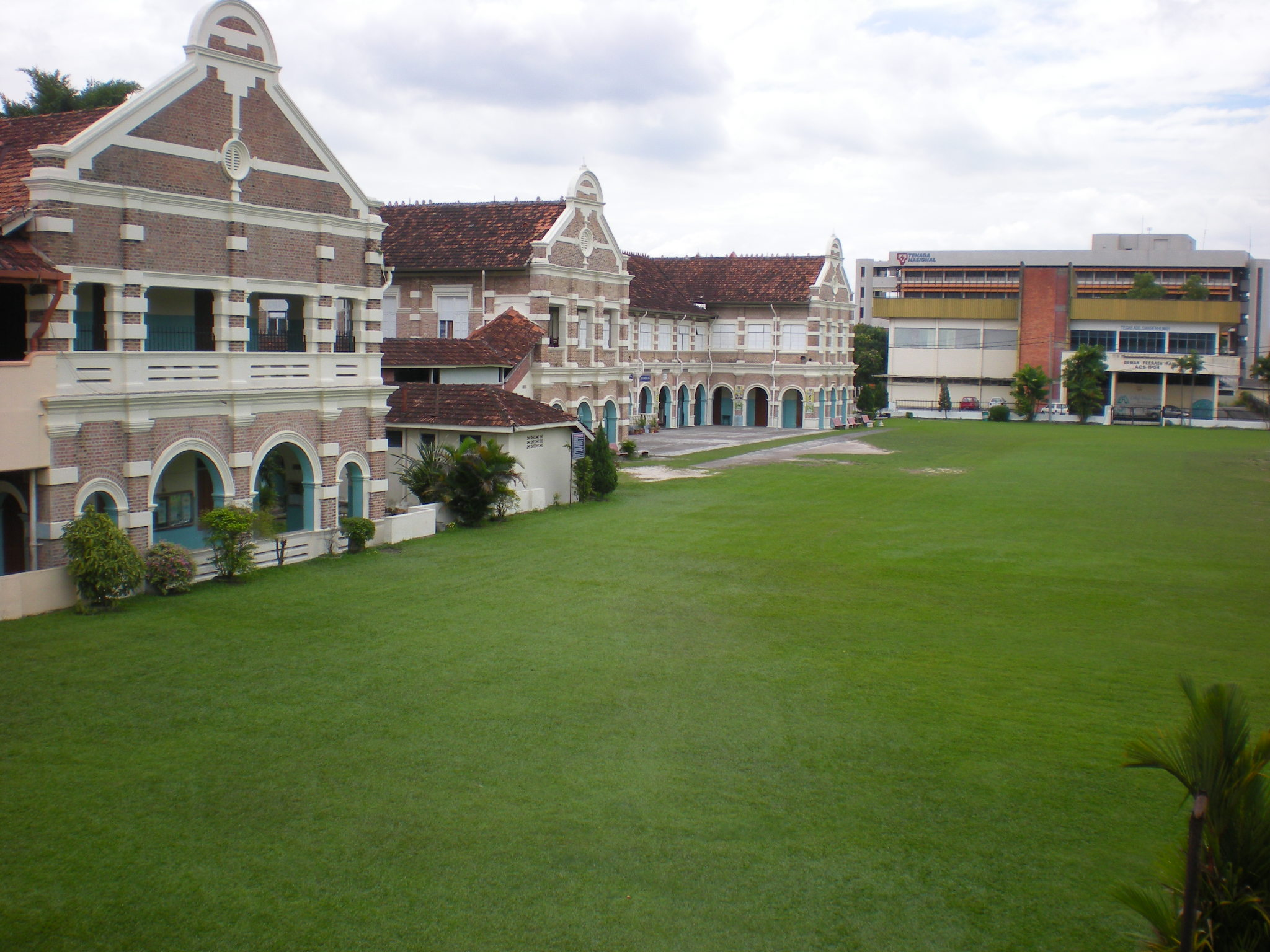
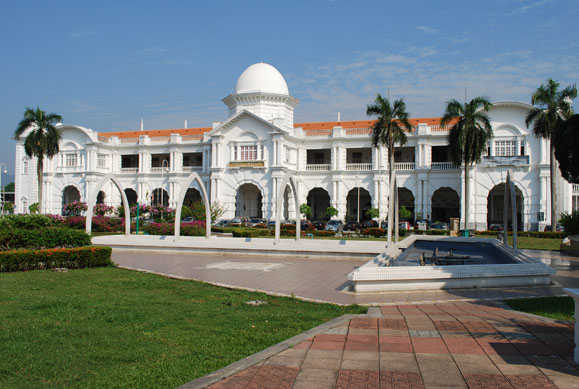
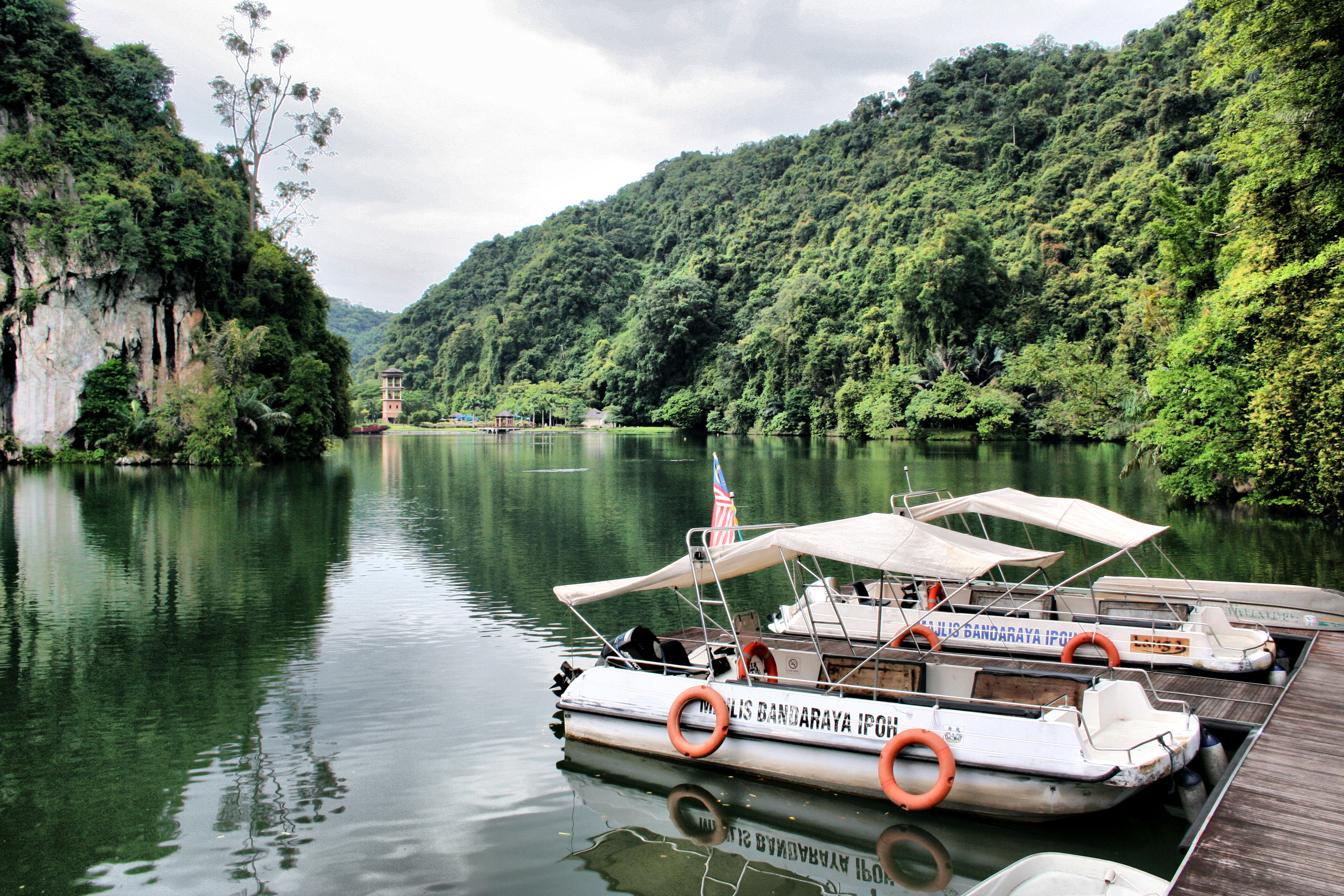
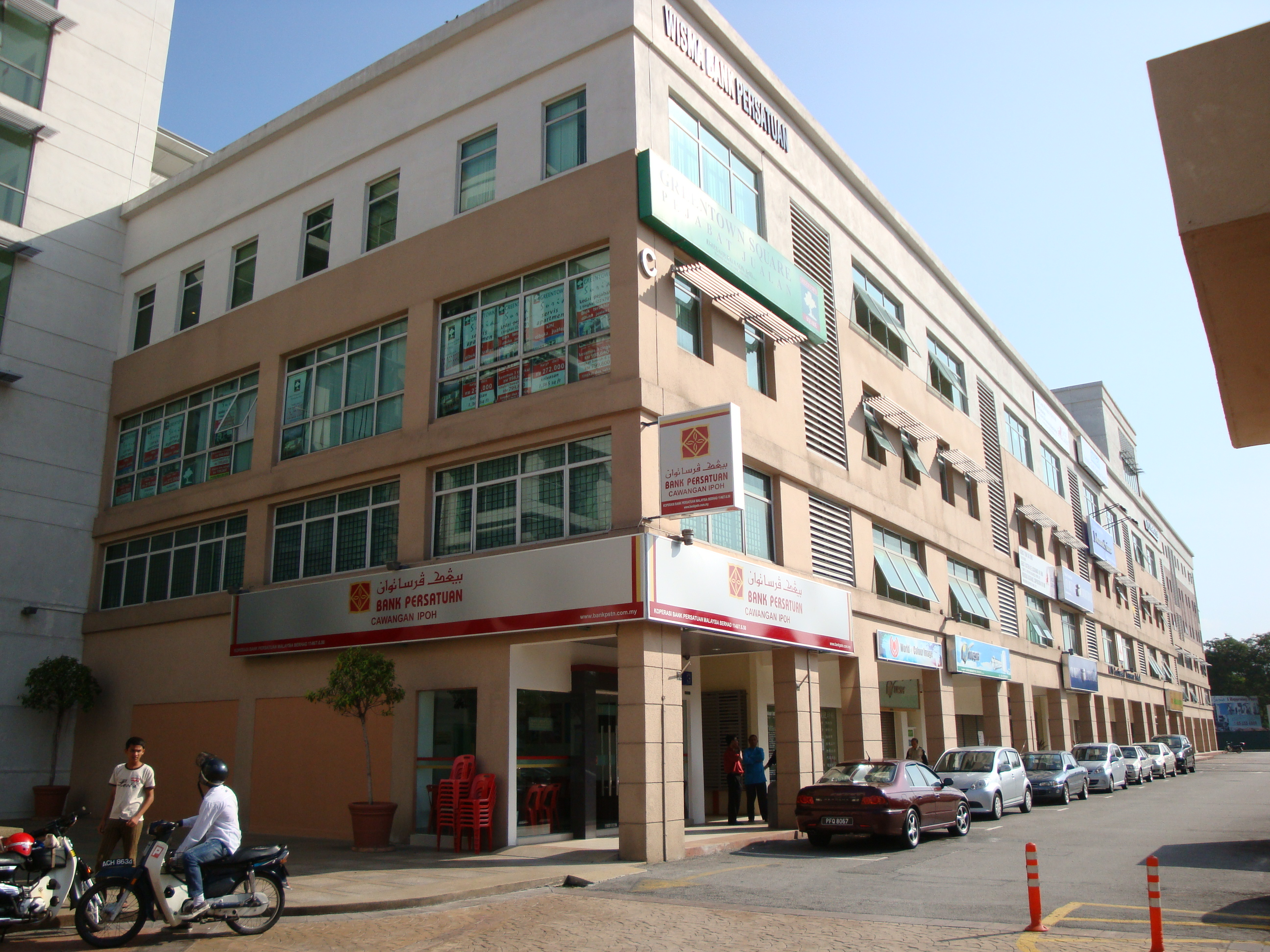
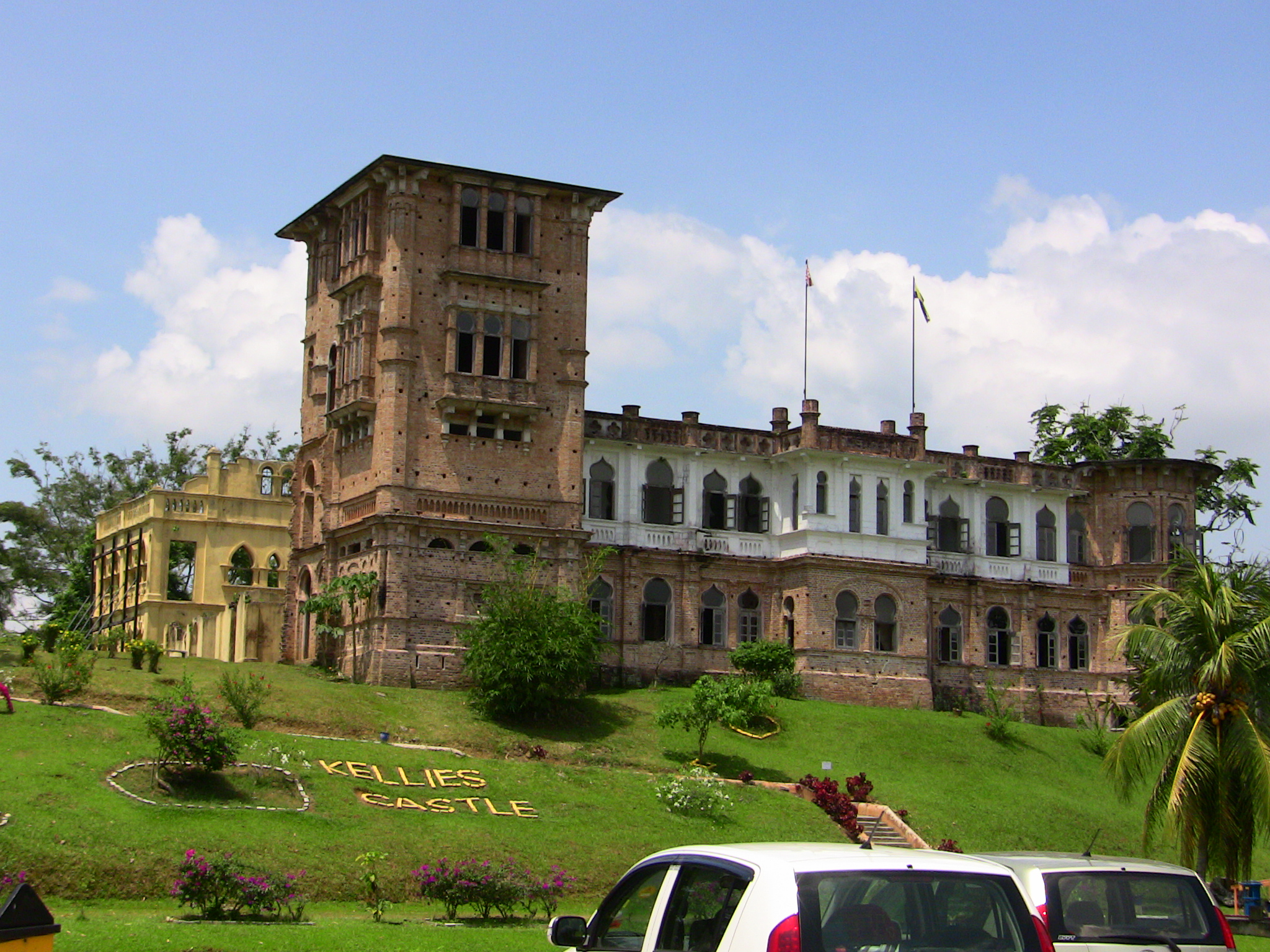
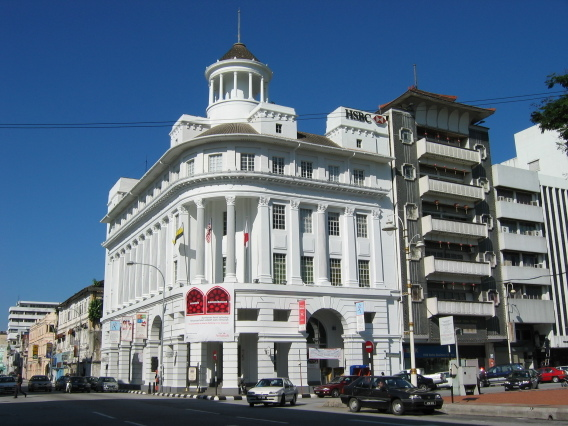
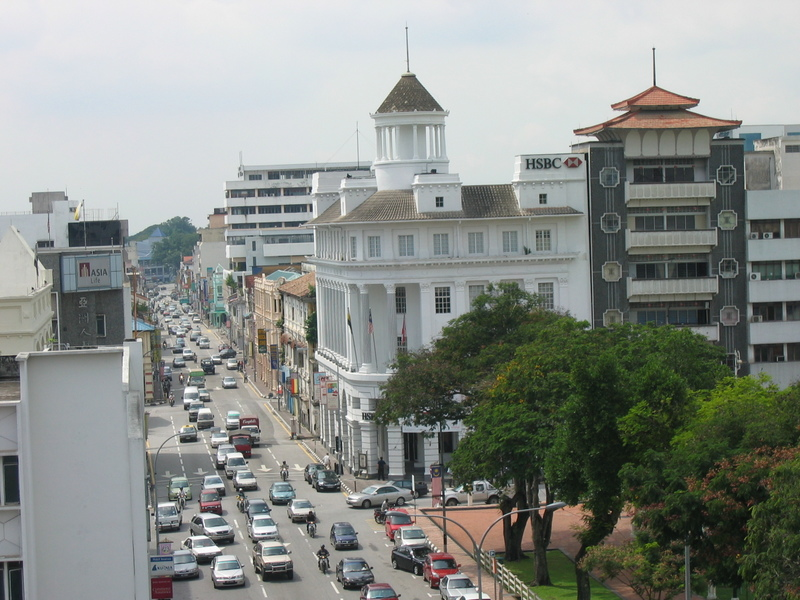

## شهرهای خواهر
ایپوه امروزه دارای ۳ شهر خواهر است:
- فوکوکا، ژاپن
- نان‌نینگ، چین
- گوانگ‌ژو، چین